# Perkins (Georgia)
Perkins es un lugar designado por el censo ubicado en el condado de Jenkins en el estado estadounidense de Georgia. En el año 2010 tenía una población de 91 habitantes.

## Geografía
Perkins se encuentra ubicado en las coordenadas 32°54′33″N 81°57′11″O / 32.90917, -81.95306.